# Kurt von Burgsdorff
Curt Ludwig Ehrenreich von Burgsdorff (* 16. Dezember 1886 in Chemnitz; † 26. Februar 1962 in Starnberg) war ein deutscher Jurist. Zur Zeit des Nationalsozialismus war er leitender Beamter beim „Anschluss“ Österreichs und bei der Okkupation der ČSR und Polens, zuletzt als Gouverneur des Distrikts Krakau. Er war SA-Mitglied im Generalsrang und ein in Polen verurteilter Kriegsverbrecher.

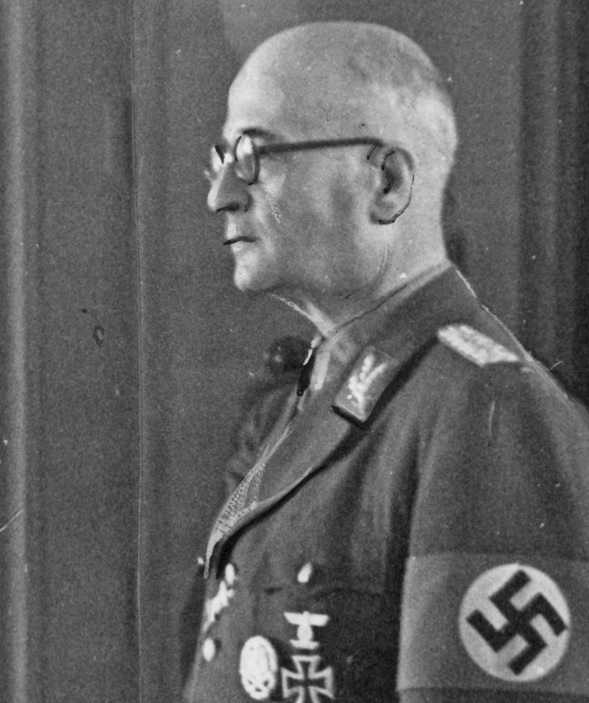
Kurt von Burgsdorff am 1. Januar 1940

## Leben
Sein Großvater Carl Ludwig Gottlob von Burgsdorff (1812–1875) und sein Vater Curt Ludwig Franz von Burgsdorff (1849–1922) waren Kreishauptleute (Regierungspräsidenten) in Leipzig. Burgsdorff besuchte ein Gymnasium in Dresden und studierte in Grenoble, Freiburg im Breisgau und Leipzig Rechtswissenschaften. Er wurde 1911 mit einer Arbeit über die Rechtspflege in den Kolonien zum Dr. iur. promoviert. 1914 wurde er zum Assessor des Evangelisch-Lutherischen Landeskonsistoriums in Dresden ernannt.
Von 1914 bis 1918 nahm er am Ersten Weltkrieg teil. Ausgezeichnet mit dem Eisernen Kreuz I. Klasse wurde Burgsdorff 1918 aus der Armee als Hauptmann der Reserve entlassen. Burgsdorff wirkte als Regierungsrat bei der Amtshauptmannschaft Großenhain. 1921 wurde er zum Direktor des Staatsbades Bad Elster bestellt. Seit Anfang 1928 war er Amtshauptmann von Löbau.
Burgsdorff begründete die DNVP mit.

## Zeit des Nationalsozialismus
Am 10. März 1933 wurde Burgsdorff zum kommissarischen Kreishauptmann in Leipzig ernannt. Burgsdorff trat der NSDAP zum 1. Mai 1933 bei (Mitgliedsnummer 2.992.592). Burgsdorff war SA-Mitglied und erreichte dort den Rang eines SA-Brigadeführers. Er engagierte sich für die Beseitigung der NS-Kommissare in der Verwaltung und für die Wiederherstellung einer geordneten Verwaltung.
Von Anfang Oktober 1933 bis 1937 war Burgsdorff Ministerialdirektor und Leiter der 1. Abteilung des sächsischen Innenministeriums unter Karl Fritsch, wurde jedoch wegen Unstimmigkeiten mit Gauleiter Martin Mutschmann als Kreishauptmann nach Leipzig versetzt. 1938 wurde Burgsdorff zum Leiter des Amtes des Reichsstatthalters in Wien (Arthur Seyß-Inquart) berufen. Seit dem 20. April 1939 war er Unterstaatssekretär beim Reichsprotektor in Böhmen und Mähren (unter dem Staatssekretär Karl Hermann Frank), dies bis Mitte März 1942. Danach wurde er zur Wehrmacht einberufen und erhielt am 2. April 1943 als Major der Reserve und Führer des Grenadier-Regiments 580 das Ritterkreuz des Eisernen Kreuzes verliehen.
Ab 1. Dezember 1943 wurde er Gouverneur des Distrikts Krakau im Generalgouvernement unter dem Generalgouverneur Hans Frank und dessen Stellvertreter Josef Bühler, nachdem er sich Reichsführer SS Heinrich Himmler gegenüber zunächst geweigert haben soll, aus der Wehrmacht auszuscheiden. Zugleich wurde er dortiger Distriktstandortführer der NSDAP.

## Nach Kriegsende
Burgsdorff wurde Mitte Juni 1945 durch den CIC festgenommen. Danach wurde er von den Amerikanern im Internierungslager Moosburg interniert und als Zeuge des Angeklagten Hans Frank im Nürnberger Prozess gegen die Hauptkriegsverbrecher am 18. April 1946 von dessen Verteidiger Alfred Seidl vorgeladen und ebenso für den angeklagten Reichsprotektor für Böhmen und Mähren Konstantin von Neurath von dessen Verteidiger Otto von Lüdinghausen verhört. Absicht beider Befragungen war, die Verantwortung für alle Unterdrückungsmaßnahmen und für die Verbrechen auf die aus Berlin direkt geführten SS-Kräfte im Generalgouvernement beziehungsweise im Reichsprotektorat zu schieben: Neurath und Frank waren somit die Opfer von Hitler und Himmler, und so war es auch Burgsdorff in seiner Tätigkeit, die sie alle in dem "nun einmal ausgebrochenen" Krieg in "Treue zum Deutschen Volk" ausübten, um dadurch "Schlimmeres zu verhindern", so die Aussage Neuraths.
Burgsdorff sagte unter Eid aus, dass er von der Existenz der Konzentrationslager KZ Majdanek und Vernichtungslager Treblinka zum ersten Mal am 1. April 1946 gehört habe, von der Existenz der Konzentrationslager Auschwitz, sowie Dachau und Buchenwald habe er davor erfahren. Burgsdorff war auch in der NSDAP-Organisation an herausragender Stelle tätig, so war er in Krakau Distrikt-Standortführer, aber er erklärte, er sei ein „überzeugter kirchlicher Christ“, dies auch in Verbindung mit seinem SA-Generalsrang, der ja nur ein „Ehrenrang“ gewesen sei. Im Übrigen habe seine Tätigkeit ab 1942 als beurlaubter Offizier der Wehrmacht unter dem soldatischen Ehrbegriff gestanden.
Im Mai 1946 wurde Burgsdorff an Polen ausgeliefert und dort wegen Kriegsverbrechen am 6. Dezember 1948 zu der Mindeststrafe von drei Jahren Haft verurteilt. Im Juli 1949 wurde Burgsdorff aus der Haft entlassen. Von seinen unmittelbaren Vorgesetzten wurden Josef Bühler, Hans Frank, Karl Hermann Frank, Martin Mutschmann und Arthur Seyß-Inquart als Kriegsverbrecher zum Tode verurteilt und hingerichtet, Konstantin von Neurath wurde nach neun Jahren vorzeitig aus dem Gefängnis entlassen. Über Ermittlungen und ein Verfahren wegen der Kriegsverbrechen in der Tschechoslowakei ist nichts bekannt, ebenso wenig wie über das Entnazifizierungsverfahren in Deutschland.
In der Bundesrepublik Deutschland wurde Burgsdorff in die Kirchenverwaltung der Evangelischen Kirche in Bayern unter Landesbischof Hans Meiser aufgenommen und arbeitete als Verwalter bei der Evangelischen Akademie Tutzing.

## Werke
- Die Entwicklung der kolonialen Rechtspflege. Dissertation, Universität Leipzig, 1911.